# Parafia św. Małgorzaty w Gostyniu
Parafia św. Małgorzaty w Gostyniu – jedna z trzech rzymskokatolickich parafii w mieście Gostyń, należy do dekanatu gostyńskiego. Erygowana w 1278. Kościół parafialny późnogotycki trójnawowy, z węższym prezbiterium. Mieści się przy ulicy Przy Farze.

## Proboszczowie
- ks. Władysław Górski (1887–1899)
- ks. Emil Jackowski (1900–1917)
- ks. Stanisław Grzęda (1917–1924)
- ks. Kazimierz Szreyborowski (1924–1932)
- ks. Nikodem Edwin Mędlewski (1932–1935)
- ks. Bronisław Siczyński (1935–1952)
- ks. Leon Misiołek (1952–1966)
- ks. Teodor Lerch (1966–1985)
- ks. Artur Przybył (1985–2010)
- ks. Krzysztof Młynarczyk (2010–2018)
- ks. Grzegorz Robaczyk (2018–obecnie)[1]

## Wspólnoty parafialne
- Ministranci
- Duszpasterstwo Młodzieży “Źródło”
- CARITAS
- Żywy Różaniec
- Rodzina bł. E. Bojanowskiego
- Szafarze
- Orkiestra Mayera
- Centrum Rozwoju Seniora
- Krąg Biblijny[2]